# Beaufort-en-Vallée
Beaufort-en-Vallée ist eine Ortschaft und eine Commune déléguée in der französischen Gemeinde Beaufort-en-Anjou mit 6.447 Einwohnern (Stand 1. Januar 2022) im Département Maine-et-Loire in der Region Pays de la Loire.

## Geografie
Beaufort-en-Vallée liegt in der Niederung des Authion, der wenige Kilometer südwestlich vorbeifließt. Es ist Bestandteil des Regionalen Naturparks Loire-Anjou-Touraine.

## Geschichte
Beaufort, schon in römischer Zeit als Bellum Forte genannt, war im Mittelalter eine Grafschaft im Herzogtum Anjou. Jeanne de Laval, die mit König René I. verheiratet war, behielt nach dessen Tod im Jahr 1480 die Rechte an der Grafschaft Beaufort und nahm dort eine ihrer beiden Residenzen (die andere war in Saumur). Sie setzte sich für den Rechtsfrieden ein, u. a. indem sie zuvor strittige Weiderechte regelte. Wegen ihres nach der Überlieferung großzügigen und gütigen Wesens wird sie noch heute in der Gegend verehrt.
Mit Wirkung vom 1. Januar 2016 wurden die Gemeinden Beaufort-en-Vallée und Gée zu einer Commune nouvelle mit dem Namen Beaufort-en-Anjou zusammengeschlossen. Sie gehörte zum Arrondissement Angers und zum Kanton Beaufort-en-Vallée.

## Kultur und Sehenswürdigkeiten
- Altstadt teilweise erhalten
- Ruine der Burg Beaufort-en-Vallée aus dem 14. Jahrhundert
- auf dem Marktplatz, vor der mächtigen Kirche Notre Dame aus dem 15. Jahrhundert, Säule für Jeanne de Laval
- Musée Joseph Denais mit Ausstellungen zur regionalen Geschichte

## Wirtschaft und Verkehr

### Wirtschaft
1980 siedelte ein Baumschulbetrieb von Angers nach Beaufort um, der sich inzwischen zur größten Baumschule Frankreichs und einer der größten in Europa entwickelt hat. Das Unternehmen beschäftigt ca. 260 Mitarbeiter.

### Verkehr
Beaufort-en-Vallée wird von der E 60 durchquert, die hier auf der Nationalstraße N 147 verläuft. Nördlich der Kleinstadt befindet sich an der Straße D 144 eine Ausfahrt der A 85.

## Freizeit und Tourismus
Am 2. Wochenende im September ist Beaufort-en-Vallée jedes Jahr Schauplatz eines großen Wanderer- und Radwandertreffens, wenn hier die Randonnée Jeanne de Laval durch die Randonneurs du Val d’Authion ausgerichtet wird, die in Beaufort-en-Vallée ihren Vereinssitz haben.

## Persönlichkeiten
- Jehan Chardavoine (* 2. Februar 1537; † um 1580), Komponist der Renaissance
- Louis-Georges-Erasme de Contades (* 2. Oktober 1704; † 19. Januar 1793 in Livry), Heerführer und Marschall von Frankreich
- Joseph Besnard (* 1834; † 1905 in Chalon-sur-Saône), Glasmaler